# Милино
Милино (мкд. Милино) је насеље у Северној Македонији, у средишњем делу државе. Милино је село у саставу општине Лозово.

## Географија
Милино је смештено у средишњем делу Северне Македоније. Од најближег града, Велеса, насеље је удаљено 25 km североисточно.
Насеље Милино се налази у западном делу историјске области Овче поље. Оно је смештено у равничарском пределу, који је добро обрађен. Надморска висина насеља је приближно 350 метара.
Месна клима је блажи облик континенталне због близине Егејског мора (жарка лета).

## Становништво
Милино је према последњем попису из 2002. године имало 74 становника.
Већинско становништво су етнички Македонци (71%), а мањине су Албанци (10%), Бошњаци (10%) и Турци (6%). До почетка 20. века искључиво становништво у селу били су Турци.
Претежна вероисповест месног становништва је православље, а мањинска ислам.